# ザ・チーター
『ザ・チーター』は、2005年10月7日（一部系列局は2006年4月19日）から2006年8月30日までTBS系列で放送されていたクイズ番組。

## 概要
2002年にアメリカのPAX TV（現・ION Television）で放映されていたクイズ番組『ダーティー・ロットン・チーター』（Dirty Rotten Cheater）の日本版で、番組タイトルロゴも共通のものを用いている。
タイトルの「チーター（Cheater）」とは本来「チート（Cheat）」という不正行為を意味する言葉があり、それをやる人を指しているがこの番組では「ウソつき」と解釈する。（ちなみに英語では「詐欺師」という意味になる）そしてアヴァンタイトルではそれを意味する「『私は正直者です』と自分でいう者は、決して正直者ではない」（O・ヘンリー）という格言が流れる。
2005年5月5日の14時00分 - 16時00分に、特別番組として『GWクイズSP第2弾・ペテン師は一体誰だ? ザ・チーター』を放送。2005年10月から2006年3月までは深夜枠でレギュラー化したが、30分枠だったため、1戦を前後半の2回に分けて放送していた（深夜枠時代では、放送日や時間帯が異なっていた系列局があり、未放送だった系列局もある。地域ごとの放映日時は後述）。2006年4月19日からは毎週水曜日の21時台に移動、TBS系列全国ネットで放送されていた。放送枠が1時間に拡大されたため、1戦は1回の放送で完結した。
2006年8月30日放送分をもって終了した。なお、最終回は番組終了のアナウンスやセレモニーはなく、エンディングでは優勝者が喜んでいるシーンが映されて終了した。
深夜時代第1回（2005年10月7日放送分）は現在、神奈川県横浜市の放送ライブラリーに所蔵されており、無料で閲覧が可能である。

## レギュラー出演者
- ロンドンブーツ1号2号（田村亮・田村淳）
淳は司会、亮は「負け犬部屋」でクイズを見守る役。ただし、亮は2006年8月30日の放送（レギュラー放送最終回）は川田広樹（ガレッジセール）とコンビを組んでクイズに参加した。しかし、一歩手前で優勝を逃した。
- ナレーション
  - 最上嗣生 - 2005年12月15日放送分。説明するザ・チーターの声も担当
  - 広中雅志 - 深夜番組時代はルール説明をするザ・チーター（タイトルロゴのキャラクター）の声も担当
  - 大平透 - ゴールデン化以降のザ・チーターの声を担当

## 基本ルール
- 解答者は6人（チーム戦では2人1組が5組）
- 1問目の前に各問題の解答及びランキングを既に知っている「チーター」役を誰がやるかをコンピューターによる抽選で決定。
  - 「チーター」役は解答席のふたを開けるとモニターに番組のタイトルロゴが表示される。ゆえに、「チーター」役はふたを開けた瞬間に初めて自分が「チーター」であることを知るため、その反応も「チーター」判定の手がかりとなる。
  - 「チーター」役のモニターには出題後は問題の答えが表示される。
- 解答者は解答席のふたを開けて「私は、うそつきチーターではありません」（チーム戦の場合は「私たちは、うそつきチーターではありません」）と宣言する。ただし、長州小力が「私は、長州力ではありません」とボケたこともある。
- 各ラウンドのクイズを行った後、まず第一印象で誰がチーターかを予想。それを元に各自で討論した後、改めて投票を行って、最多得票を得た解答者は、自分が「チーター」であろうがなかろうが賞金没収、即「負け犬部屋」へ追放となる（投票方法は、初期は1人ずつ投票していたが、その後は一斉に追放者をフリップで指名する方法に変更）。
  - 最多得票を得た回答者が複数名いる場合、第5ラウンドと同じように100人のオーディエンスの投票で決定する。
  - 最多得票を得た回答者が複数名いる場合、深夜枠時代の2006年2月16日 - 3月23日（第9戦 - 第11戦）は、実際の「チーター」が手もとのボタンで追放したい解答者をこっそり指名（2006年2月16日・23日の第9戦は解答者全員から、2006年3月16日・23日の第11戦では最多得票者の中から）していたが、不評のためゴールデン移行後にオーディエンスが投票する元のルールに戻った。
  - 「負け犬部屋」に追放された解答者は、残った参加者の誰がチーターであるかを予想する。追放者のため投票には参加できないが、彼らの予想が追放者決定に影響することもある。
- 投票後、追放となった解答者は「真実の告白」を行う。「私は、うそつきチーター……です!」と告白された場合はその他の解答者の賞金は維持されるが、「私は、うそつきチーター……ではありません!」と告白された場合はその他の解答者の賞金は半分に減額される（1000円未満は切り上げ）。
- 退場者が「チーター」ではなかった場合はそのまま次の問題を出題。「チーター」だった場合は改めて新たな「チーター」を決めてから次の問題を出題。これを5ラウンド（チーム戦の場合は4ラウンド）繰り返す。
- 第5ラウンド（チーム戦の場合は4ラウンド）は、各自解答した後投票ではなく、自分がチーターではないことを、それぞれ15秒間でオーディエンスにアピールする（2006年7月5日放送分からは放映されないことも多くなった。最終回では実施されるなど回によりまちまちのため、単に放映がカットされている可能性もある）。
- それを踏まえて、100人のオーディエンスはどちらが「チーター」と思われるか投票。投じられた票が少なかった方が、今回の優勝者（賞金獲得者）となる（万が一50対50になった場合は、再度15秒間ずつアピールを行った上で再投票となるが、このケースは実際には一度もなかった）。
- 司会者によって第5ラウンド（チーム戦の場合は4ラウンド）の「チーター」が発表された後、「チーター」役は前へ進み、獲得する予定の現金が入ったボックスに手を突っ込む。「チーター」役の方が票が少なかった場合はそのまま現金を手に取る事ができるが、「チーター」役の方が票が多かった場合、ボックスの底が抜け、現金は落下して没収となる。代わりに「チーター」ではなかった解答者が賞金獲得となる。

### 各ラウンドの問題形式
- 第1・3ラウンドは、ランキングの1位から10位を当てるランキング問題。くじ引きでトップバッターを決めた後、時計回りに1人1回ずつ解答していく。高い順位の項目を当てる程高額の賞金を獲得できる
  - 問題によっては（上位が圧倒的に分かりやすいため）逆に低順位のもの程高額である問題や、既にいくつか項目が開いている問題、ヒントとして選択肢も予め全員に上位10項目が知らされている問題もある。
- 第2ラウンドは筆答問題が出題される。

プライスクイズ
ゴールデン移行後に登場したクイズ。いろいろな物の値段を当てる。1〜3問出題され、1問ごとに一番近かった人に20万円（1問のみの場合は50万円）、ぴったりその値段を当てると100万円もらえる（同値で2人以上いたら山分け）。
間違い探し
左右のアニメーションに隠されている5つの違う部分の中から、最も難しいと思う間違いを1つ選んで筆答で答える。正解であれば、見つけた間違いの難易度（レベル1からレベル5まである）に応じて賞金を獲得。
深夜版ではレベル1から順に1万円、3万円、5万円、10万円、20万円。ゴールデンでは1万円、5万円、10万円、20万円、50万円。
- 第4ラウンドは、筆答問題を3問出題（一般常識の問題、3項目を正しい順番に並べ替える問題等）。正解数のトップが20万円を獲得（ゴールデンでは50万円で、同点で2人以上いたら山分け）。
- 第5ラウンドは、ランキングの1 - 5位を当てるランキング問題。各自1回ずつ（回によっては2回ずつ）解答。高い順位の項目を当てる程高額の賞金を獲得できる
- 獲得賞金は以下の通りになっているが、ランキング上位にあっても賞金額が少ないこともある。第1戦は320万円の深夜番組として破格の放出額になった関係から第2戦以降は賞金額が変わっている。
- チーム戦の場合は第4ラウンドまでで、第1・4ラウンドはランキング問題（第1ラウンドはランキングの1 - 10位、第4ラウンドはランキングの1 - 5位を当てる問題になっている）、第2ラウンドはプライスクイズ、第3ラウンドは常識問題となっている。

## ランキング問題の賞金

### 深夜時代 （基本パターン）
|      | 第1戦   | 第1戦   | 第2戦 - 4戦 | 第2戦 - 4戦 | 第5戦  | 第5戦  | 第6 - 8戦 | 第6 - 8戦 | 第9 - 11戦 | 第9 - 11戦 |
| 順位 | 1 - 4R  | 5R      | 1 - 4R      | 5R          | 1・3R  | 5R     | 1・3R     | 5R        | 1・3R      | 5R         |
| 1位  | 100万円 | 100万円 | 30万円      | 50万円      | 20万円 | 50万円 | 20万円    | 50万円    | 20万円     | 20万円     |
| 2位  | 90万円  | 80万円  | 20万円      | 30万円      | 10万円 | 30万円 | 10万円    | 30万円    | 10万円     | 10万円     |
| 3位  | 80万円  | 60万円  | 15万円      | 20万円      | 8万円  | 20万円 | 8万円     | 20万円    | 8万円      | 8万円      |
| 4位  | 70万円  | 40万円  | 10万円      | 10万円      | 5万円  | 10万円 | 7万円     | 10万円    | 7万円      | 7万円      |
| 5位  | 60万円  | 20万円  | 8万円       | 1万円       | 3万円  | 1万円  | 6万円     | 1万円     | 6万円      | 6万円      |
| 6位  | 50万円  |         | 6万円       |             | 1万円  |        | 5万円     |           | 5万円      | 5万円      |
| 7位  | 40万円  |         | 4万円       |             | 1万円  |        | 4万円     |           | 4万円      | 4万円      |
| 8位  | 30万円  |         | 3万円       |             | 1万円  |        | 3万円     |           | 3万円      | 3万円      |
| 9位  | 20万円  |         | 2万円       |             | 1万円  |        | 2万円     |           | 2万円      | 2万円      |
| 10位 | 10万円  |         | 1万円       |             | 1万円  |        | 1万円     |           | 1万円      | 1万円      |

ただし、第1戦と第9 - 11戦では5Rで2回ずつ解答。

### ゴールデン進出後（基本パターン）
| 順位 | 1R・3R（3Rは個人戦のみ） | 5R（チーム戦は4R） |
| 1位  | 50万円                   | 100万円            |
| 2位  | 30万円                   | 60万円             |
| 3位  | 25万円                   | 50万円             |
| 4位  | 20万円                   | 40万円             |
| 5位  | 15万円                   | 30万円             |
| 6位  | 10万円                   |                    |
| 7位  | 8万円                    |                    |
| 8位  | 5万円                    |                    |
| 9位  | 3万円                    |                    |
| 10位 | 1万円                    |                    |

## スタッフ
- 構成：そーたに、佐藤雄介、大野ケイスケ / たちばなひとなり
- TM (テクニカルマネージャー)：箸透
- TD (テクニカルディレクター)：阿部智昭
- VE (ビデオエンジニア)：飯泉亮
- カメラ：大蔵聡
- 音声：山崎和敏
- 照明：中田学
- アートプロデューサー：長沼孝仁
- 美術デザイン：橘野永
- 美術制作：清水久
- 装置：森田正樹
- 大道具操作：鮫島宗弘
- 装飾：門間誠
- 電飾：藤山雅夫
- 特効：永岡昇
- メカシステム：大谷圭一
- ヘアメイク：菅田さなえ（表示なし）/ アートメイク・トキ
- 編集：波江野剛
- MA：水野貴浩
- 音効：栗田勇児（モールード）
- CG：OMNIBUS JAPAN / 大門マチコ（BIGHE）
- TK (タイムキーパー)：野村佳乃子
- フォーマットオーナー：Jonathan Goodson
- デスク：木村喜代子
- 海外プロデュース：神田祐子
- キャスティング：荒井美妃
- アシスタントプロデューサー：喜瀬川恵子、堀川幸恵
- ディレクター：昼間達樹、松木大輔、宮崎俊彦
- 総合演出：小松伸一
- プロデューサー：大久保竜
- 総合プロデューサー：正木敦
- 技術協力：東通
- 収録スタジオ：テイクスタジオ
- 配給：Distraction formats
- 制作協力：ドリマックス、K-ten
- 製作著作：TBS

## ネット局と放送時間

### 2006年3月放送分まで
※ 日時順（スポーツ中継や特別番組がある日は時間が後ろへずれることもある）
| テレビ局                      | 時間帯                 | 備考       |
| ----------------------------- | ---------------------- | ---------- |
| 東京放送（現・TBSテレビ）     | 毎週木曜 24:25 - 24:55 | 同時ネット |
| IBC岩手放送                   | 毎週木曜 24:25 - 24:55 | 同時ネット |
| 東北放送                      | 毎週木曜 24:25 - 24:55 | 同時ネット |
| テレビユー山形                | 毎週木曜 24:25 - 24:55 | 同時ネット |
| 新潟放送                      | 毎週木曜 24:25 - 24:55 | 同時ネット |
| 信越放送                      | 毎週木曜 24:25 - 24:55 | 同時ネット |
| 静岡放送                      | 毎週木曜 24:25 - 24:55 | 同時ネット |
| 山陽放送（現・RSK山陽放送）   | 毎週木曜 24:25 - 24:55 | 同時ネット |
| 中国放送                      | 毎週木曜 24:25 - 24:55 | 同時ネット |
| RKB毎日放送                   | 毎週木曜 24:25 - 24:55 | 同時ネット |
| 長崎放送                      | 毎週木曜 24:25 - 24:55 | 同時ネット |
| 大分放送                      | 毎週木曜 24:25 - 24:55 | 同時ネット |
| 熊本放送                      | 毎週木曜 24:25 - 24:55 | 同時ネット |
| 南日本放送                    | 毎週木曜 24:25 - 24:55 | 同時ネット |
| 琉球放送                      | 毎週木曜 24:25 - 24:55 | 同時ネット |
| 中部日本放送（現・CBCテレビ） | 毎週水曜 24:25 - 24:55 | 6日遅れ    |
| テレビユー福島                | 毎週金曜 24:35 - 25:05 | 8日遅れ    |
| チューリップテレビ            | 毎週月曜 24:15 - 24:50 | 11日遅れ   |
| 毎日放送                      | 毎週火曜 25:25 - 25:55 | 12日遅れ   |
| 北海道放送                    | 毎週水曜 23:55 - 24:25 | 13日遅れ   |
| 北陸放送                      | 毎週水曜 23:55 - 24:25 | 13日遅れ   |
| 宮崎放送                      | 毎週木曜 25:20 - 25:50 | 14日遅れ   |
| あいテレビ                    | 毎週火曜 24:25 - 24:55 | 19日遅れ   |